# Phytodinosauria
Phytodinosauria es un grupo de dinosaurios que fue propuesto en 1986, el cual combina a los Sauropodomorpha y Ornithischia como grupos hermanos, conceptualizado como un superorden de dinosaurios herbívoros que excluye a los Theropoda carnívoros. Esta hipótesis ha sido refutada por muchos análisis cladísticos modernos, mostrando que es un grupo polifilético. Los estudios modernos suelen combinar a los Theropoda y Sauropodormorpha en el grupo Saurischia, o bien a los Theropoda y Ornithischia en el grupo Ornithoscelida.

## Historia
En 1888, Harry Govier Seeley dividió a los Dinosauria en dos grupos, los Saurischia y los Ornithischia, basándose en la estructura de sus pelvis. Desde entonces, se ha vuelto común mantener a ambos grupos separados, incluso llegando al extremo de considerar que Dinosauria sería polifilético, sin formar un grupo natural, sino solo un nombre informal para algunos arcosaurios grandes.

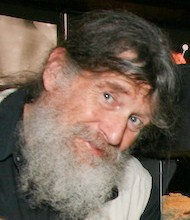
Phytodinosauria fue acuñado por Robert Thomas Bakker.

Sin embargo, en 1974 Bob Bakker y Peter Malcolm Galton defendieron exitosamente la monofilia de los Dinosauria, afirmando que Saurischia y Ornithischia eran realmente grupos hermanos. Al discutir esta hipótesis en 1976, tanto Alan Jack Charig como José Fernando Bonaparte señalaron que la forma de la pelvis saurisquia no es una característica de diagnóstico válida o sinapomorfia sino un rasgo basal heredada de sus ancestros reptilianos o simplesiomorfia, el cual sugería la posibilidad de que los dos grupos principales de saurisquios, los Theropoda y Sauropodomorpha, no estén cercanamente relacionados.
Bakker y Galton habían basado sus análisis en un estudio del sauropodomorfo basal Anchisaurus, mostrando que tenía muchos rasgos en común con los Ornithischia. Bakker entonces comenzó a considerar la posibilidad de que, en vista de la carencia de pruebas de una cercana relación entre terópodos y sauropodomorfos, el estudio de 1974 indicara que Sauropodomorpha estaba más cercanamente relacionado con los dinosaurios ornitisquios que a los terópodos. En 1986, Bakker lo propuso abiertamente en su libro The Dinosaur Heresies: 

De esta forma todos los dinosaurios herbívoros de algún tipo en realidad constituyen un solo grupo natural que se ramificó de un solo ancestro, un primitivo dinosaurio parecido al anquisaurio. Y un nuevo nombre es requerido para esta gran familia de vegetarianos. Por lo tanto yo los bautizo Phytodinosauria, los "dinosaurios planta".

Tanto los sauropodomorfos como ornitisquios se caracterizan por sus "dientes romos, en forma de cuchara adaptados a recolectar plantas" y esto no sería un episodio de evolución convergente de ambos grupos adaptándose a un modo de vida herbívoro, sino un indicio de que descendían de un ancestro común comedor de plantas. Bakker clasificó a Phytodinosauria como un superorden de dinosaurios mayormente herbívoros dentro de Dinosauria.
Incluso antes de 1986, algunos autores ya habían combinado a los sauropodomorfos y ornitisquios. El investigador e ilustrador Gregory S. Paul consideró en 1984 que los tericinosaurios — entonces conocidos como "segnosaurios" — eran "reliquias de la transición de prosaurópodos a ornitisquios". En su libro de 1988 Predatory Dinosaurs of the World: A Complete Illustrated Guide él repitió esta hipótesis de que los tericinosaurios eran sauropodomorfos basales que sobrevivieron hasta el Cretácico. En 1985, Michael Robert Cooper situó a los sauropodomorfos y ornitisquios en la cohorte Ornithischiformes. Esto se basó en dos sinapomorfias, concernientes a la forma y posición de los dientes.
Bonaparte, Bakker y Paul afirmaron que los ornitisquios eran descendientes de sauropodomorfos basales, siendo los segnosaurios taxones transicionales como se representa en el esquema filogenético a continuación:
|  | †Sauropodomorpha                                               |
|  |                                                                |
|  | \| \| †Segnosauria \| \| \| \| \| \| †Ornithischia \| \| \| \| |
|  |                                                                |
|  | †Segnosauria                                                   |
|  |                                                                |
|  | †Ornithischia                                                  |
|  |                                                                |

|  | †Segnosauria  |
|  |               |
|  | †Ornithischia |
|  |               |

|  | †Sauropodomorpha                                               |
|  |                                                                |
|  | \| \| †Segnosauria \| \| \| \| \| \| †Ornithischia \| \| \| \| |
|  |                                                                |
|  | †Segnosauria                                                   |
|  |                                                                |
|  | †Ornithischia                                                  |
|  |                                                                |

|  | †Segnosauria  |
|  |               |
|  | †Ornithischia |
|  |               |

La hipótesis de Phytodinosauria no es apoyada por los análisis posteriores: muchas filogenias mantienen como monofilético a Saurischia. De esta forma los tericinosaurios son en realidad dinosaurios maniraptoranos emparentados de cerca con las aves, y cualquier similitud entre sauropodomorfos y ornitisquios se debe a la convergencia. En 2017, un análisis volvió a dividir a  Saurischia, pero esta vez al contrario de los que se había propuesto, los terópodos estarían más relacionados de cerca con los ornitisquios, en lugar de los sauropodomorfos. Sin embargo, en una serie de análisis filogenéticos adicionales que fueron llevados a cabo por Parry, Barón y Vinther (2017), se encontró apoyo para Phytodinosauria, pero solo cuando se usaron ciertos criterios de optimización y al hacer ciertas modificaciones a la matriz de datos morfológica original de Barón, Norman y Barrett (2017).